# Белуджистанский белогрудый медведь
Белуджистанский белогрудый медведь (лат. Ursus thibetanus gedrosianus) — подвид белогрудого (гималайского) медведя, обитающий в Белуджистанских горах на юге Пакистана и Ирана. Он имеет необычно редкую шерсть для белогрудого медведя, но это потому, что он встречается в более теплом климате, чем большинство других подвидов, которые обитают в гораздо более холодных Гималайских горах. Белуджистанский белогрудый медведь ест больше фруктов, чем другие подвиды, и он любит инжир и бананы.

## Внешний вид и строение
Белуджистанский белогрудый медведь мельче других подвидов, а его окрас более изменчив и может быть от красновато-рыжего до тёмно-чёрного. У него более тёмное пятно на груди, чем у других подвидов, а также он имеет менее массивную голову, но все-таки у него есть шерстяные «бакенбарды» на морде.

## Распространение и места обитания
Этот подвид обитает в высокогорье провинции Белуджистан на юго-востоке Ирана. Большая часть популяции обитает в горах к югу от Хуздара. Он также был зарегистрирован в Тахт-э-Сулеймане, Тоба Какарском хребте, Зиарате и Калате.
Когда-то этот медведь обитал почти во всем Белуджистане. Однако, в настоящее время он считается вымершим в большинстве районов. Обезлесение и потеря среды обитания — самые большие проблемы, с которыми он сталкивается.

## Диета
Этот подвид является всеядным, поскольку он ест фрукты, насекомых и мелких рептилий. Также они ломают трухлявые брёвна в поисках личинок. Хотя они всеядны, их основной корм — это фрукты, особенно Olea europaea subsp. cuspidata и Ziziphus nummularia.

## Основные угрозы и охрана
Они отлавливаются местными жителями, которые пытаются приручать их для цирков и медвежьей травли. Для травли медведям удаляют когти и клыки, и этих зверей используют для борьбы с собаками. Эта практика была объявлена незаконной и запрещена в 2001 году, но иногда она встречается и в наше время.
Потеря среды обитания является главной угрозой для этого вида из-за незаконной вырубки леса, роста численности населения, что приводит к расширению площади деревень, развитию сети автомобильных дорог, а также постройки электростанций в дикой местности.
Местные и кочевые пастухи выпасают скот на территории, где обитают медведи и в периодически убивают их, обвиняя в нападениях на скот. Браконьерство ради частей тела и органов, таких как желчный пузырь, применяющийся в традиционной азиатской медицине, также представляет угрозу для подвида.